# Brontë Parsonage Museum

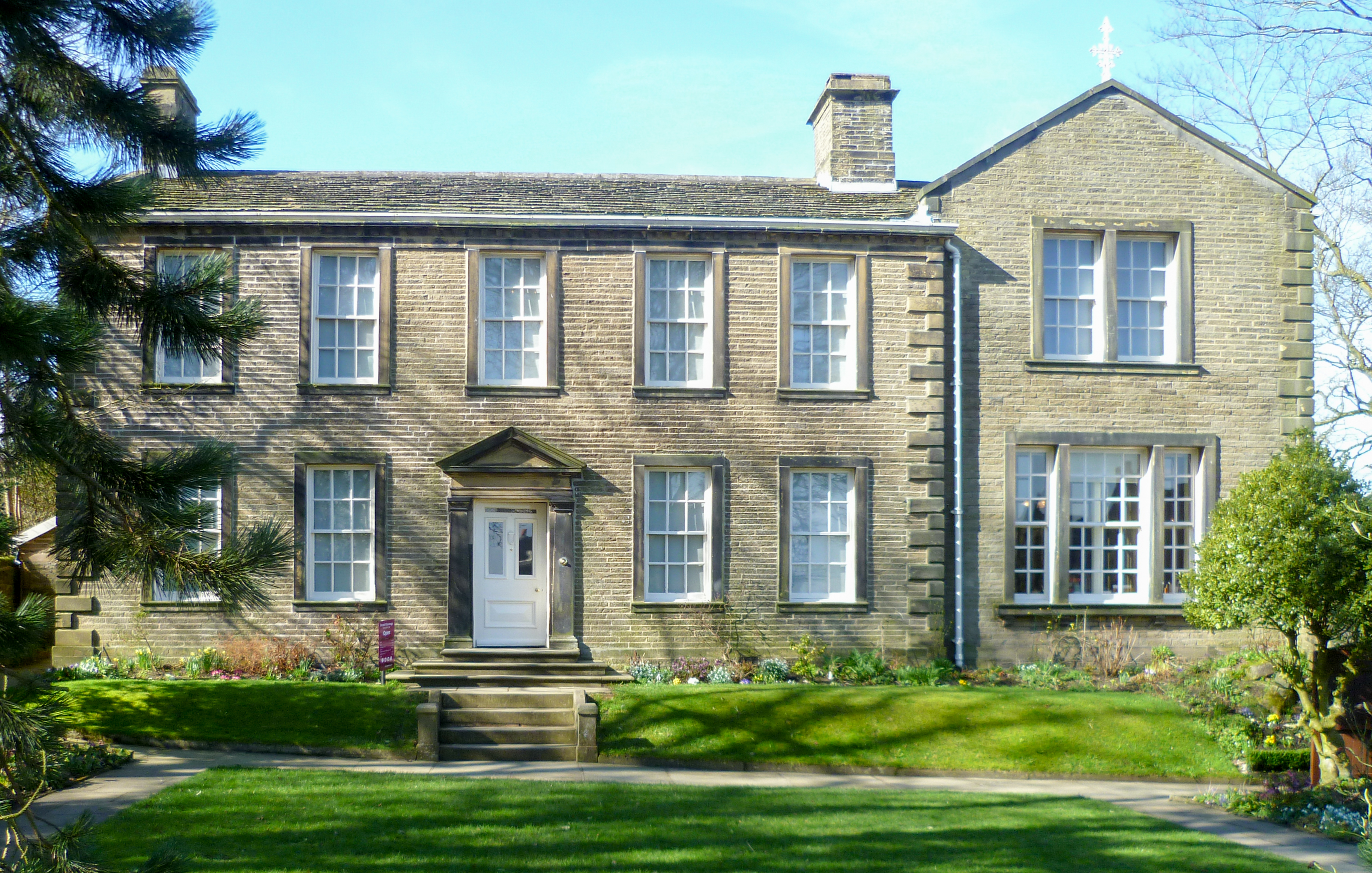
Brontë Parsonage Museum

Das Brontë Parsonage Museum wird von der Brontë Society zu Ehren der Brontë-Schwestern Charlotte, Emily und Anne unterhalten. Es befindet sich im alten Pfarrhaus in Haworth, West Yorkshire (England), dem ehemaligen Wohnhaus der Familie Brontë, wo die Schwestern einen Großteil ihres Lebens verbrachten und die meisten ihrer berühmten Romane verfassten.
Die Brontë Society, eine der ältesten literarischen Gesellschaften der englischsprachigen Welt, ist eine eingetragene Stiftung. Ihre Mitglieder unterstützen den Erhalt des Museums und der Bibliotheksbestände.
Das Brontë Parsonage ist wegen seiner besonderen Bedeutung als Grade I auf der englischen Nationalen Denkmalliste klassifiziert.

## Geschichte
Das Pfarrhaus wurde 1778/1779 erbaut. Im Jahr 1820 übernahm Patrick Brontë die Pfarrstelle in der St Michael and All Angels' Church in Haworth und zog mit seiner Frau Maria und ihren sechs Kindern in das Pfarrhaus. Es wurde das Heim der Familie bis zu ihrem Lebensende und  die Moorlandschaft um Haworth hatte großen Einfluss auf die Werke von Charlotte, Emily Jane und Anne. Patrick Brontë war selbst publizierter Autor von lyrischer und fiktionaler Literatur, weshalb seine Kinder es von klein auf gewohnt waren, ihren Nachnamen auf den Büchern im Parsonage zu lesen.

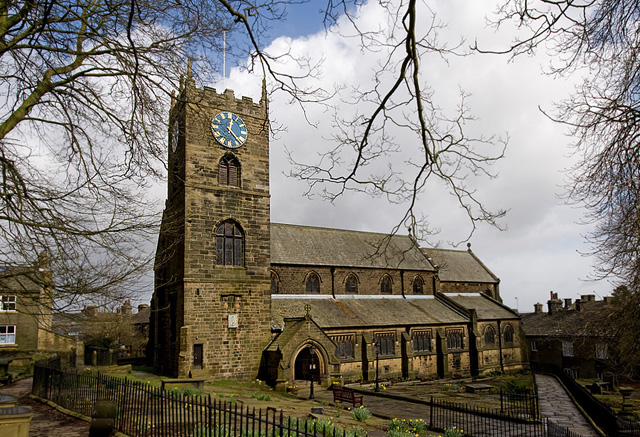
St Michael and All Angel’s Church, Haworth

Am 15. September 1821 starb die Mutter, Maria Brontë, an einer Krebserkrankung und ihre unverheiratete Schwester Elizabeth Branwell zog nach Haworth, um von nun an den Haushalt zu führen. 1824 verließen die vier ältesten Schwestern Haworth und besuchten das Mädchenpensionat für Pfarrerstöchter in Cowan Bridge, nahe Kirkby Lonsdale. Die elfjährige Maria wurde bald wegen einer Krankheit zurückgeschickt und starb im Mai 1825 im Parsonage. Kurz darauf kehrte die zehnjährige Elizabeth ebenfalls nach Hause zurück und starb am 15. Juni.
1846 verwendeten Charlotte, Emily und Anne einen Teil des Erbes ihrer Tante Branwell, um die Veröffentlichung ihrer Gedichte zu finanzieren, wobei sie ihre wahren Identitäten hinter den Pseudonymen Currer, Ellis und Acton Bell verbargen. Poems wurde bei Aylott and Jones veröffentlicht, doch nur zwei Exemplare wurden verkauft. Charlottes erster Romanversuch, Der Professor, wurde zunächst von mehreren Verlagshäusern abgelehnt, bis Smith, Elder & Co. dieses Werk zwar nicht annahmen, aber Charlotte ermutigten, ihnen ihren nächsten Roman, Jane Eyre, zukommen zu lassen. Jane Eyre wurde angenommen und am 19. Oktober 1847 veröffentlicht. Sturmhöhe und Agnes Grey wurden als Dreiteiler im Dezember 1847 beim Londoner Verleger Thomas Cautley Newby publiziert. Nach der Veröffentlichung von Annes zweitem Roman, Die Herrin von Wildfell Hall, waren Charlotte und Anne gezwungen, sich zu ihren wahren Identitäten zu bekennen. Ihr mittlerweile alkohol- und opiumabhängiger Bruder Branwell erkrankte an Tuberkose und starb überraschend am 24. September 1848 im Alter von 31 Jahren. Emily wurde ebenfalls von der Krankheit befallen und sollte nach Branwells Beerdigung nie mehr das Haus verlassen. Sie starb am 19. Dezember 1848 mit 30 Jahren. Auch Anne hatte Tuberkulose und wurde zur Kur nach Scarborough gebracht, starb aber vier Tage nach ihrer Ankunft am 28. Mai 1849, im Alter von 29 Jahren. Auf Annes Grabstein ist ihr Todesalter fälschlicherweise mit 28 beziffert.
Charlotte beendete ihren Roman Shirley, den sie vor Branwells Tod begonnen hatte, und der im Oktober 1849 veröffentlicht wurde. Ihr letzter Roman Villette erschien im Jahr 1853. Am 29. Juni 1854 heiratete Charlotte  den Vikar ihres Vaters, Arthur Bell Nicholls, in der St Michael and All Angels' Church in Haworth. Am 31. März 1855 starb Charlotte, zu diesem Zeitpunkt wenige Monate schwanger, drei Wochen vor ihrem 39. Geburtstag. Patrick Brontë lebte unter Betreuung von seinem Schwiegersohn weitere sechs Jahre im Parsonage, bis er am 7. Juni 1861 im Alter von 84 Jahren starb.

## Die Brontë Society
Nach Patrick Brontës Tod im Jahr 1861 wurde die Innenausstattung des Pfarrhauses versteigert. Freunde und Dienstpersonal verkauften Andenken und Briefe. 1893 schlug der Chefbibliothekar der Bradford Library bei einem Treffen vor, mit den Brontës in Verbindung stehende Erinnerungsstücke, Briefe und Dokumente zu sammeln und für die Nachwelt aufzubewahren. Die Brontë Society wurde bei einer öffentlichen Versammlung gegründet und eine Sammlung von Brontëana, d. h. Erinnerungsstücke an die Brontës, wurde begonnen. 1895 war diese Sammlung groß genug, um in einem Museum im Obergeschoss der Yorkshire Penny Bank in Haworth ausgestellt zu werden. Die Brontë Society umfasste 260 Mitglieder und ungefähr 10 000 Besucher sahen sich das Museum im ersten Jahr an. Sir James Roberts kaufte das Haworth Parsonage im Jahr 1928 für 3000 britische Pfund. Er stattete es zu einem Museum aus und schenkte es der Brontë Society. 1926 hatte Henry Bonnell aus Philadelphia der Brontë Society seine persönliche Sammlung vermacht, welche bei Eröffnung des Parsonage Museums der Ausstellung hinzugefügt und damit für Brontë-Forscher zugänglich gemacht wurde. Die Sammlung des Brontë Parsonage Museum ist seit seiner Eröffnung durch unterschiedliche Leihgaben immer weiter gewachsen. Die Brontë Society umfasst heutzutage ungefähr 2000 Mitglieder.
Der Schreibtisch aus Mahagoni, an dem Charlotte ihre Romane schrieb, befand sich mehr als ein Jahrhundert lang in Privatbesitz. 2009 wurde er von einem anonymen Spender für 20 000 britische Pfund erworben und 2011 an das Parsonage Museum übergeben.

## Bezug zur Populärkultur
1970 fungierte das Parsonage im Film Die Eisenbahnkinder als Schauplatz für das Wohnhaus des Dr. Forrest.